# Young-Chang Cho
Young-Chang Cho (Seúl, 1950) es un violonchelista surcoreano, profesor en la Universidad Folkwang de las Artes en Renania del Norte-Westfalia, Alemania.

## Biografía
Comenzó a recibir cursos de chelo a los ocho años de edad. En 1971 inició sus estudios en Estados Unidos con David Soyer en el Instituto de Música Curtis de Filadelfia, y más tarde con Laurence Menor en el Conservatorio de Música de Nueva Inglaterra en Boston. En 1980 continuó sus estudios con Siegfried Palma y Mstislav Rostropóvich.
En 1981 obtuvo un premio en el concurso de violonchelo Rostropovitch en París, Francia y fue invitado a actuar en el mismo concurso dentro del jurado calificador. Ha sido también premiado en el concurso de chelo Pablo Casals en Budapest y en el ARD Competición de Música Internacional en Múnich. 
Como músico de cámara integró el Cho Trío de Piano con sus hermanas Young-Mi Cho (violín) y Young-Golpear Cho (piano), recibiendo premios en la Concurso Internacional de música de Ginebra en 1977 y en el ARD competición en 1980.
Como solista actuó con la Washington Orquesta de Sinfonía Nacional conducida por Rostropovitch y en Tokio, Sofía y Bolonia, entre otros. Ha sido invitado a participar en recitales como solista y como maestro en diversos festivales de música internacional como el de la Academia Internacional de Música de Montpellier o el de la Academia Kronberg (1993 en memoria de Pablo Casals, 1995 en memoria de Emanuel Feuermann y Jacqueline du Pré, 1997 celebrando el 70.º cumpleaños de Rostropovitch). También ha integrado el jurado en el Festival Internacional de Pablo Casals en 2000 y el segundo en 2004.
Desde 1987 ha sido profesor de violonchelo en el Folkwang Hochschule, de Alemania y desde 2010 en la Universidad Folkwang del mismo país. Entre sus alumnos han figurado Saerom Parque y Graham Waterhouse.